# Референдум в Пакистане (2002)
30 апреля 2002 года в Пакистане был проведён референдум о назначении Первеза Мушаррафа президентом страны сроком на пять лет. Назначение одобрило 97,97 % избирателей. Референдум бойкотировала оппозиция, считая его проведение неконституционным. Явка составила 56,1 % избирателей, по данным оппозиции явка составила от 5 % до 7 %. Комиссия по правам человека в Пакистане заявила, что проведение референдума сопровождалось грубыми нарушениями законодательства.

## Предыстория
12 октября 1999 года Первез Мушарраф пришёл к власти в результате военного переворота. В соответствии с заявлениями Мушаррафа этот шаг был необходим для того, чтобы установить порядок в стране. Первез стал главным исполнительным директором в стране и отстранил президента Рафика Тарара от исполнения обязанностей. В 2001 году военными было объявлено, что стране будет возвращена демократическая форма правления. Тем не менее, до избрания премьер-министра путём выборов, был проведён референдум. Референдум был проведён с целью определить процент поддержки Мушаррафа среди населения. Военное правительство утверждало, что референдум был проведён с соблюдением демократических принципов, но в конституции Пакистана ничего не сказано о выборах президента путём референдума.

## Проведение
На референдуме были отмечены многочисленные нарушения. Оппозиционные партии, включая Пакистанскую народную партию и Пакистанскую мусульманскую лигу призвали граждан к бойкоту референдума. Возрастной ценз был снижен с 21 до 18 лет, число избирательных участков увеличили в десятки раз.

## Результаты референдума
| Проголосовало                                              | Число голосов | %     |
| ---------------------------------------------------------- | ------------- | ----- |
| За                                                         | 42,804,000    | 97.97 |
| Против                                                     | 883,676       | 2.03  |
| Испорчено бюллетеней                                       | 282,676       | -     |
| Всего                                                      | 43,970,352    | 100   |
| Источник: http://www.sudd.ch/event.php?lang=en&id=pk012002 |               |       |